# Vescomtat de Tartàs
El vescomtat de Tartàs (en francès Tartas) fou una jurisdicció feudal de França, a Gascunya, entre el vescomtat de Dacs i el vescomtat de Marsan.
En el repartiment del Ducat de Gascunya de l'any 977 Tartas junt amb Marsan i amb Maremne va tocar al fill Esi I, i sembla que aquest ho va llegar al seu fill Aner i aquest al fill Llop I menys el territori de Maremne que fou per un altre fill. Degué ser Llop qui va repartir la resta del territori entre dos fills: Guillem el Marsan i Robert el Tartas. No consta que Robert exercís de vescomte però si el seu fill Ramon I Robert. El va seguir el seu fill Arnau Ramon I, i el fill d'aquest Robert II. Els vescomtes següents foren Ramon Robert, el seu fill Arnau Ramon II, i la filla dal darrer Asalida que es va casar amb Amanieu d'Albret, quedant per sempre el títol vinculat a aquesta casa senyorial, que finalment van ser reis de Navarra i reis de França. Al segle xv els Albret portaven entre altres títols els de vescomtes de Tursan i de Llemotges.

## Llista de vescomtes
- Esi I 977-?
- Aner I ?-1009
- Llop I 1009-c. 1035
- Robert I c. 1035-1040
- Ramon I Robert c. 1040-1082
- Arnau Ramon I 1082-1122
- Robert II 1122-1140
- Ramon II Robert 1140-1170
- Arnau Ramon 1170-1239
- Asalida 1239-després de 1240
- Amanieu I (VI d'Albret) 1209-1255
- Amanieu II (VII d'Albret) 1255-1270
- Bernat Ezi I (III d'Albret) 1270-1281
- Mata d'Albret, vescomtessa 1281-1295
- Isabel d'Albret, vescomtessa 1295-1298
- Amanieu III (VIII d'Albret) 1298-1324
- Bernat Ezi II (IV d'Albret) 1324-1358
- Arnau Amanieu I 1358-1401
- Carles I d'Albret 1401-1415
- Carles II d'Albret 1415-1460
- Joan I vescomte de Tartas c. 1460-1471
- Alan I d'Albret el Gran 1471-1510
- Joan II c. 1510-1512)
- Enric I d'Albret 1522-1555 (Rei de Navarra com Enric II)
- Joana I d'Albret 1555-1572 (Reina de Navarra com Joana III)
- Enric II de França 1572-1589 (net de Joana I d'Albret i III de Navarra, rei de França)
- a la corona francesca 1589